# Округ Чикасо (Ајова)
Округ Чикасо (енгл. Chickasaw County) је округ у америчкој савезној држави Ајова.

## Демографија
По попису из 2010. године број становника је 12.439, што је 656 (-5,0%) становника мање 2000. године.
| Група             | 2000.          | 2010.          |
| Белци             | 12.902 (98,5%) | 12.048 (96,9%) |
| Афроамериканци    | 7 (0,1%)       | 41 (0,3%)      |
| Азијати           | 35 (0,3%)      | 40 (0,3%)      |
| Хиспаноамериканци | 82 (0,6%)      | 269 (2,2%)     |
| Укупно            | 13.095         | 12.439         |